# Kostarická kuchyně

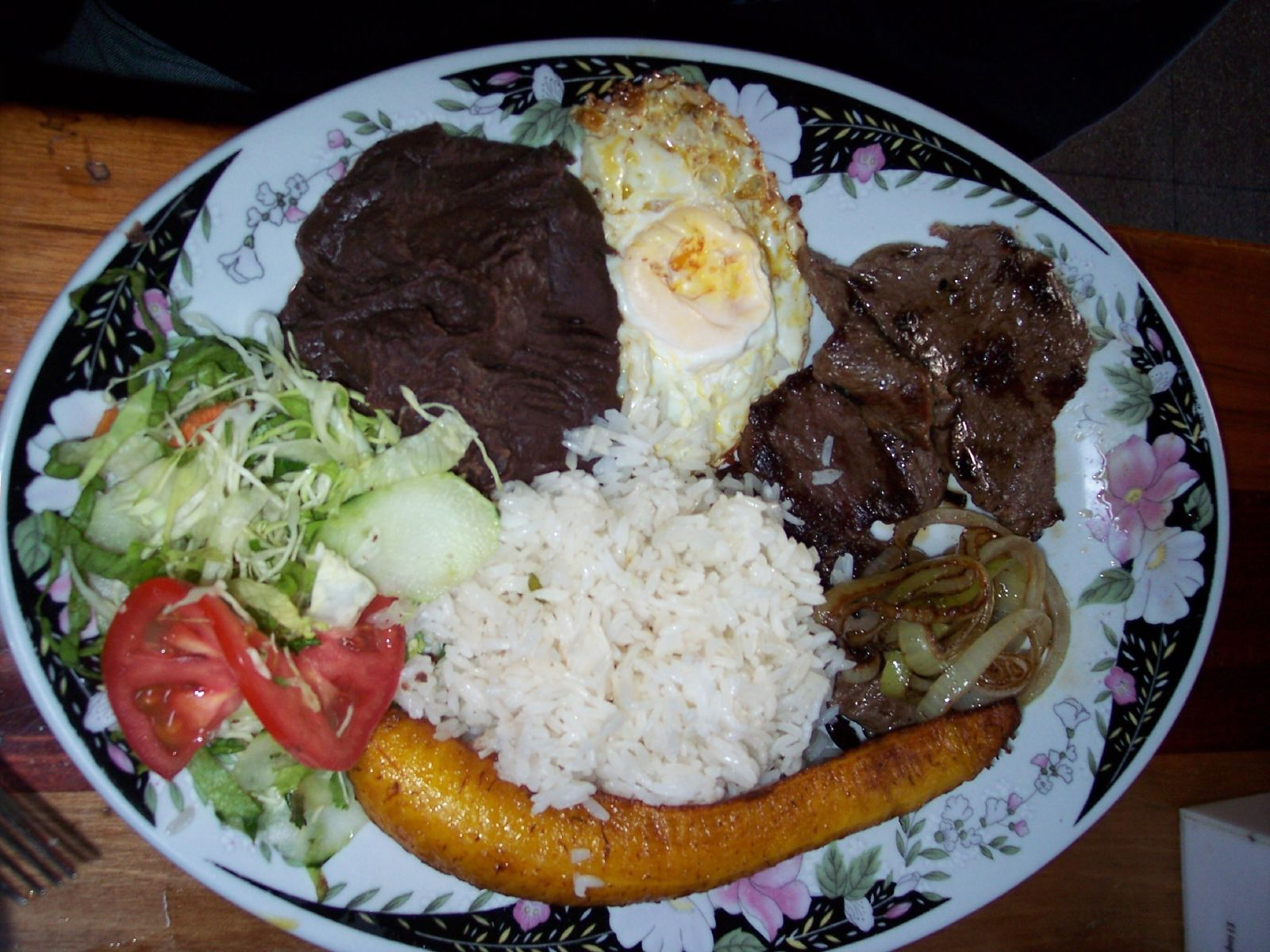
Casado

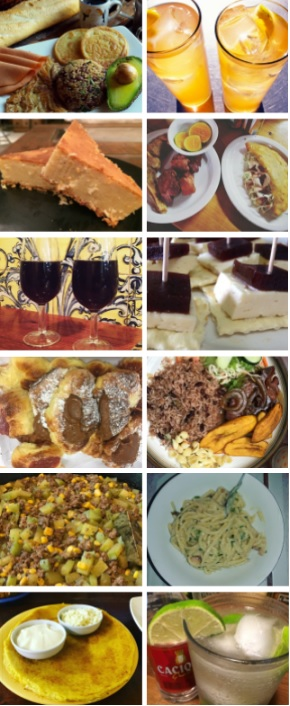
Typické kostarické pokrmy a nápoje: (zleva doprava) Gallo pinto, rum s citrónem, tamales, empanada se škvarky, mistela, bocas se sýrem a guavovým džemem, tosteles, rýže a fazole, picadillo z čajotu a masa, makaróny, chorreada se smetanou a guaro

Kostarická kuchyně (španělsky: Gastronomía de Costa Rica) se zakládá na zelenině, rýži, fazolích, plantainech, tropickém ovoci, kokosovém mléce, mase (hovězí, kuřecí, vepřové) a mořských plodech (především v přímořských oblastech). Kostarika je zemí s nejvyšší produkcí ananasů na světě.
Kostarická kuchyně vychází především ze španělské kuchyně, byla ale ovlivněna také kuchyní místních Indiánů (například kostarický pokrm tamale pochází od indiánského kmene Aztéků) a na karibském pobřeží také kuchyní afro-karibskou.

## Příklady kostarických pokrmů
Příklady kostarických pokrmů:
- Casado (ženatý nebo ženáč)[3], směs rýže, fazolí, dušeného masa, smaženého plantainu a salátu
- Gallo pinto, smažená směs rýže a fazolí
- Tamales, plněné kukuřičné bochánky plněné masovou či zeleninovou směsí[3] podávané zabalené v banánovém listu
- Empanada, smažená plněná kapsa z kukuřičného nebo pšeničného těsta plněné trhaným nebo mletým masem, šunkou, tuňákem, fazolemi nebo zeleninou[3]
- Enyucados, podobné jako empanada s tím rozdílem, že jsou připravované z maniokové mouky[3]
- Bocas, malé chuťovky podobné španělským tapas
- Tosteles, plněné sladké pečivo
- Picadillo, dušená směs masa a zeleniny
- Makaróny, druh těstovin
- Chorreada, placka z kukuřičné mouky
- Olla de carne, hovězí polévka s mrkví, bramborami, plantainem, maniokem a čajotem
- Sopa negra, polévka z fazolí a vejce
- Ceviche, pokrm ze syrové ryby nebo mořských plodů podávaný s citrónem a chilli
- Patacones, kousky smaženého banánu[3]
- Chifrijo,složeninou slov chicharrón (škvarek) a frijol (fazole). Směs z křupavých vyškvařených vepřových kůží doplňuje rýže, avokádo a omáčka chimichurri[3]
- Queque, piškotová buchta, která se zapíjí studeným nápojem rompope připraveného z mléka, vajec, skořice a hřebíčku a rumu[3]

## Příklady kostarických nápojů
Příklady kostarických nápojů:
- Rum
- Káva
- Mistela, alkoholický nápoj z vína
- Guaro, pálenka z cukrové třtiny
- Kokosová voda